# Ducado de Alba de Tormes
El ducado de Alba de Tormes, comúnmente denominado ducado de Alba, es un título nobiliario español que el rey Enrique IV de Castilla otorgó, en fecha desconocida de 1472, en favor de García Álvarez de Toledo y Carrillo de Toledo, II conde de Alba de Tormes, al convertir su condado de Alba de Tormes en un ducado, con grandeza de España inmemorial, que, hoy en día, y desde hace más de quinientos años, es uno de los principales y más tradicionales títulos del reino de España y el que le da nombre a la casa de Alba, como propietaria del mismo, constituyendo uno de los linajes familiares más importante de España, como la casa de Medinaceli, cuyo origen es la primogenitura real de Castilla.
Sin embargo, en el ducado se han sucedido tres familias: 
La primera fue la casa de Alba original o casa de Toledo o casa de Álvarez de Toledo, que duró casi tres siglos, a lo largo de los cuales se sucedieron once duques y que se prolongó desde su creación hasta su extinción en 1755 a causa de la muerte de María Teresa Álvarez de Toledo y Haro, la XI titular y primera mujer en ostentar el ducado. A los representantes de esta primera Casa, que fue la que se perpetuó por más tiempo, se les conoce con el nombre de Albas mayores debido a que sus duques tuvieron una muy destacada actuación en la historia de la Monarquía Española durante su apogeo, siendo la más tradicional de las tres. 
Uno de sus integrantes, Fadrique Álvarez de Toledo y Enríquez, el II duque de Alba de Tormes, recibió del emperador Carlos V del Sacro Imperio Romano Germánico, la Grandeza de España de 1520, conocida comúnmente como Grandeza de inmemorial o Grandeza de Primera Clase, otorgándole al ducado la máxima dignidad de la nobleza española en la jerarquía nobiliaria.
La segunda familia fue la casa de Silva, fue la que se prolongó únicamente por algo menos de medio siglo durante el cual la heredaron dos duques, que comenzó con Fernando de Silva y Álvarez de Toledo —el hijo de la XI duquesa— y se extendió hasta 1802, año del fallecimiento sin descendencia directa de María Teresa de Silva Álvarez de Toledo, la XIII jefa del linaje y la segunda mujer que ostentó el título ducal. Fue la casa que menos duración temporal y menos titulares tuvo y continuó fuertemente vinculada a la familia originaria de los Álvarez de Toledo. 
La tercera o casa de Fitz-James Stuart, es la que se ha extendido por algo más de dos centurias y que se inició con Carlos Miguel Fitz-James Stuart y Silva —un descendiente del rey Jacobo II de Inglaterra e hijo de un primo segundo de la XIII duquesa—, y que continúa hasta la actualidad habiendo ostentado seis titulares.

## Historia

Escudo actual de la Casa de Alba, desde la unión con la Casa de Fitz-James Stuart, con los emblemas de Inglaterra, Escocia, Irlanda y la Casa de Álvarez de Toledo, con la leyenda perteneciente a los Álvarez de Toledo: Tu in ea et ego pro ea (Tu en ella y yo por ella) en la parte superior

En 1429, Juan II de Castilla otorgó la villa de Alba de Tormes y el título de señor de esta villa al obispo Gutierre Álvarez de Toledo. Al morir este sin dejar descendencia, el señorío pasó a manos de su sobrino Fernando Álvarez de Toledo y Sarmiento, señor de Valdecorneja e hijo de García Álvarez de Toledo, señor de Valdecorneja, y de Constanza Sarmiento, a quien el propio Juan II nombró el 25 de diciembre de 1440, I conde de Alba de Tormes, por los servicios prestados a la corona. El I conde de Alba de Tormes casó con Mencía Carrillo Palomeque, y fue su hijo García Álvarez de Toledo y Carrillo de Toledo a quien Enrique IV de Castilla le concedió el título de duque de Alba de Tormes en 1472.
Posteriormente, los Reyes Católicos otorgaron la capitanía general de sus ejércitos al II duque de Alba, Fadrique Álvarez de Toledo y Enríquez.
En 1520 el rey Carlos I de España incluyó a los duques de Alba de Tormes entre los veinticinco primeros Grandes de España.

### Señores de Alba de Tormes (1430-1439)
- Gutierre Álvarez de Toledo, i señor de Alba de Tormes. También obispo de Palencia y arzobispo de Sevilla y primado de Toledo, (1376-1446).
- Fernando Álvarez de Toledo y Sarmiento, ii señor de Alba de Tormes, (1390-1460).

### Condes de Alba de Tormes (1439-1472)
- Fernando Álvarez de Toledo y Sarmiento, I conde de Alba de Tormes, (1390-1460).
- García Álvarez de Toledo y Carrillo de Toledo, II conde de Alba de Tormes (c. 1430-1488), casado con María Enríquez de Quiñones, hija del almirante de Castilla Fadrique Enríquez y de su segunda esposa, Teresa Fernández de Quiñones.[4]

### Duques de Alba de Tormes (desde 1472)
|       | Titular                                                        | Periodo   |
| ----- | -------------------------------------------------------------- | --------- |
| I     | García Álvarez de Toledo                                       | 1472-1488 |
| II    | Fadrique Álvarez de Toledo y Enríquez                          | 1488-1531 |
| III   | Fernando Álvarez de Toledo y Pimentel, «el Gran Duque de Alba» | 1531-1582 |
| IV    | Fadrique Álvarez de Toledo y Enríquez de Guzmán                | 1582-1583 |
| V     | Antonio Álvarez de Toledo y Beaumont                           | 1583-1639 |
| VI    | Fernando Álvarez de Toledo y Mendoza                           | 1639-1667 |
| VII   | Antonio Álvarez de Toledo y Enríquez de Ribera                 | 1667-1690 |
| VIII  | Antonio Álvarez de Toledo y Fernández de Velasco               | 1690-1701 |
| IX    | Antonio Martín Álvarez de Toledo y Guzmán                      | 1701-1711 |
| X     | Francisco Álvarez de Toledo y Silva                            | 1711-1739 |
| XI    | María Teresa Álvarez de Toledo                                 | 1739-1755 |
| XII   | Fernando de Silva y Álvarez de Toledo                          | 1755-1776 |
| XIII  | María Pilar Teresa Cayetana de Silva y Álvarez de Toledo       | 1776-1802 |
| XIV   | Carlos Miguel Fitz-James Stuart y Silva                        | 1802-1835 |
| XV    | Jacobo Fitz-James Stuart y Ventimiglia                         | 1847-1881 |
| XVI   | Carlos María Fitz-James Stuart y Portocarrero                  | 1882-1901 |
| XVII  | Jacobo Fitz-James Stuart y Falcó                               | 1902-1953 |
| XVIII | Cayetana Fitz-James Stuart y Silva                             | 1955-2014 |
| XIX   | Carlos Fitz-James Stuart y Martínez de Irujo                   | 2015-hoy  |

## Línea de sucesión
Se indican sólo las primeras 23 personas en la línea de sucesión al título, descendientes de la XVIII duquesa.
- Cayetana Fitz-James Stuart y Silva, XVIII duquesa de Alba de Tormes (1926-2014)
  -  Carlos Fitz-James Stuart y Martínez de Irujo, XIX duque de Alba de Tormes (n. 1948)
    -  (1) Fernando Fitz-James Stuart y Solís, XVII duque de Huéscar (n. 1990)
      - (2) Rosario Fitz-James Stuart y Palazuelo (n. 2020)
      - (3) Sofía Fitz-James Stuart y Palazuelo (n. 2023)

    -  (4) Carlos Fitz-James Stuart y Solís, XXII conde de Osorno (n. 1991)
      - (5) Carlos Fitz-James Stuart y Corsini (n. 2024)

  -  (6) Alfonso Martínez de Irujo y Fitz-James Stuart, XVIII duque de Híjar (n. 1950)
    -  (7) Luis Martínez de Irujo y Hohenlohe-Langenburg, XIX duque de Aliaga (n. 1978)
      - (8) Mencía Martínez de Irujo y Marín (n. 2018)

    -  (9) Javier Martínez de Irujo y Hohenlohe-Langenburg, XX marqués de Almenara (n. 1981)
      - (10) Sol Martínez de Irujo y Domecq (n. 2011)
      - (11) Alfonso Martínez de Irujo y Domecq (n. 2013)

  -  (12) Jacobo Fitz-James Stuart y Martínez de Irujo, XIV conde de Siruela (n. 1954)
    - (13) Jacobo Fitz James-Stuart y Fernández de Castro (n. 1981)
      - (14) Asela Fitz-James-Stuart y Pérez (n. 2012)
      - (15) Jacobo Fitz-James-Stuart y Pérez (n. 2015)

    - (16) Brianda Fitz James-Stuart y Fernández de Castro (n. 1984)
      - (17) Merlín Lozano y Fitz-James Stuart (n. 2022)

  -  (18) Fernando Martínez de Irujo y Fitz-James Stuart, XII marqués de San Vicente del Barco (n. 1959)
  -  (19) Cayetano Martínez de Irujo y Fitz-James Stuart, IV duque de Arjona (n. 1963)
    - (20) Luis Martínez de Irujo y Casanova (n. 2001)
    - (21) Amina Martínez de Irujo y Casanova (n. 2001)

  -  (22) Eugenia Martínez de Irujo y Fitz-James Stuart, XIII duquesa de Montoro (n. 1968)
    - (23) Cayetana Rivera y Martínez de Irujo (n. 1999)

## Ascendencia real
De los primeros duques de Alba de Tormes en su origen; existen algunos tratadistas que vinculan a los Álvarez de Toledo, a don Pedro, hijo del emperador de Constantinopla, Isaac Conmeno. No obstante este dicho no tiene una base sólida. Sin embargo, está probado por otras múltiples líneas, que los Alba descienden de muchos monarcas europeos.